# Neopeltopsis pectinipes
Neopeltopsis pectinipes är en kräftdjursart som beskrevs av Gilbert Henry Hicks 1976. Neopeltopsis pectinipes ingår i släktet Neopeltopsis och familjen Peltidiidae. Inga underarter finns listade i Catalogue of Life.